# New Democrat Coalition
La New Democrat Coalition est un caucus de la Chambre des représentants du Congrès des États-Unis composé de centristes démocrates qui soutiennent les politiques décrites comme « pro-business », « pro-innovation » et « fiscalement responsables ». Le caucus est parfois considéré comme socialement libéral et fiscalement conservateur,,,.
Au sein du 119e congrès, la New Democrat Coalition compte 109 membres, ce qui en fait le plus grand caucus idéologique du Parti démocrate et le deuxième plus grand caucus idéologique (après le Republican Study Committee).

## Histoire
La New Democrat Coalition est fondée en 1997 par les représentants Cal Dooley (CA), Jim Moran (VA) et Tim Roemer (IN).
À partir de 2020, les priorités du caucus comprennent la lutte contre le changement climatique, rendre l'université plus abordable, le bipartisme sur les déficits et la dette, réduire les coûts des soins de santé, adopter une réforme complète de l'immigration, moderniser les infrastructures, assurer l'accès au logement à des prix abordables, promouvoir l'innovation et adopter une réforme fiscale pour la classe moyenne.
Lors du 116e congrès, la New Democrat Coalition a organisé huit groupes de travail : changement climatique, avenir du travail, soins de santé, logement, infrastructure, sécurité nationale, technologie et commerce.

### Dirigeants
- 1997-2001 : Cal Dooley, Jim Moran et Tim Roemer
- 2001-2005 : Jim Davis, Ron Kind et Adam Smith
- 2005-2009 : Ellen Tauscher
- 2009-2013 : Joseph Crowley
- 2013-2017 : Ron Kind
- 2017-2019 : Jim Himes
- 2019-2021 : Derek Kilmer
- 2021-2023 : Suzan DelBene
- 2023-2025 : Ann McLane Kuster
- depuis 2025 : Brad Schneider